# Tadine
Tadine is een plaats in de provincie Province des îles Loyauté in Nieuw-Caledonië.
Tadine telde in 2004 bij de volkstelling 7401 inwoners.